# Las aventuras de Lolo el pingüino
Las aventuras de Lolo el pingüino (título original: The Adventures of Lolo the Penguin o Scamper the Penguin) es una película animada de 1986, originalmente publicada como una serie compuesta de tres partes. La película fue una coproducción entre Japón y la Unión Soviética. Es un largometraje animado sobre la vida de un Pingüino Adelia y sus aventuras en la Antártida.

## Sinopsis
La película comienza en noviembre, cuando los Pingüinos Adelia regresan del Mar del Norte y preparan nidos para las pingüinas hembras. Sin embargo, muchos pingüinos tratan de apartarse las rocas, las pingüinas vienen y ponen sus huevos, luego se separan de sus compañeros para obtener comida mientras los machos cuidan los huevos. Tomaría 40 días antes de que las hembras regresen. Debido al hambre que empiezan a sentir, casi todos los machos van a buscar comida y, como resultado, viene una bandada de skúas y tratan de atrapar los huevos. Toto, el padre de una pareja, logra salvar uno de sus huevos y un huevo perteneciente a otra pareja. Cuando las hembras regresan, él le dice a su compañera Lala que uno de los huevos no les pertenece. Luego devuelve con justicia el otro huevo a la pareja y tienen un huevo para ellos. 
Pronto los huevos eclosionan, y el huevo que guardan para ellos se incubó en un pingüino bebé llamado Lolo, que lleva el nombre de su bisabuelo, y como muchos pingüinos bebé, se le da comida de la cosecha de Lala, sin embargo, él quiere más comida, así que trata de obtener alimento de otra familia. Luego le pregunta a su madre por qué es hijo único, ella le dice que es así como sucede, al mismo tiempo, le presentan a otro hijo único, un pingüino rosado llamado Pepe, que se convierte en el mejor amigo de Lolo.

## Reparto
| Actor                | Personaje       | Notas                         |
| -------------------- | --------------- | ----------------------------- |
| Rolan Bykov          | Toto            | Acreditado como R. Bykov      |
| Vyacheslav Nevinnyy  | Abuelo Pigo     | Acreditado como V. Nevinnyy   |
| Evgeniy Leonov       | Jack            | Acreditado como E. Leonov     |
| Yuriy Volyntsev      | Cazador furtivo | Acreditado como Yu. Volyntsev |
| Elena Sanaeva        | Lala            | Acreditada como Ye. Sanayeva  |
| Nikolay Grabbe       |                 | Acreditado como N. Grabbe     |
| Vladimir Ferapontov  | Cazador furtivo | Acreditado como V. Ferapontov |
| Vyacheslav Bogachyov | Cazador furtivo | Acreditado como V. Bogachyov  |
| Vladimir Soshalsky   | Cazador furtivo | Acreditado como V. Soshalsky  |
| Svetlana Stepchenko  | Lolo            | Acreditada como S. Stepchenko |
| Yuri Andreyev        |                 | Acreditado como Yu. Andreev   |
| Anatoliy Solovyov    |                 | Acreditado como A. Solovyov   |
| Lyudmila Gnilova     | Nini            | Acreditada como L. Gnilova    |
| Tatyana Kuryanova    |                 | Acreditada como T. Kuryanova  |
| Natalya Chenchik     | Mac             | Acreditada como N. Chenchik   |
| Aleksey Batalov      | Narrador        | Acreditado como A. Batalov    |
| Virginia Masters     |                 |                               |
| David Miles Monson   |                 |                               |
| William Oliver       |                 |                               |
| Danielle Romeo       | Louie           |                               |
| William Romeo        |                 |                               |
| Cody Walker          |                 |                               |
| Tyler Weed           |                 |                               |

## Producción
La película original fue creada por Takeo Nisiguti, que había buscado una coproducción con animación soviética. Los contactó en 1980 y la película tardó varios años en desarrollarse. Durante este tiempo, la industria de la animación soviética recibió equipos de cine comúnmente utilizados en Japón. Esta película marca la primera vez que la Unión Soviética y Japón colaboraron para hacer una película animada.